# Antiguo eslavo eclesiástico
El antiguo eslavo eclesiástico (ѩзъікъ словѣньскъіи) fue un idioma del grupo de lenguas eslavas meridionales y la primera lengua eslava con carácter literario, desarrollada a partir del dialecto eslavo de Salónica por los misioneros bizantinos del siglo IX, santos Cirilo y Metodio. Lo utilizaron para traducir la Biblia, concretamente la Septuaginta, y otros textos del griego y para algunos escritos propios. Ha desempeñado un papel fundamental en la historia de las lenguas eslavas y evolucionó para convertirse en el eslavo eclesiástico, todavía en uso en la liturgia de algunos cristianos ortodoxos y católicos de rito oriental.

## Historia
La lengua fue estandarizada por Cirilo y Metodio, dos hermanos designados para cristianizar a los eslavos de Europa Central, debido a su conocimiento de las lenguas que en aquella época utilizaba la Iglesia (griego, hebreo y latín) y del antiguo eslavo oriental, ya que eran de Salónica, de manera que podían comunicarse perfectamente con el resto de los eslavos.

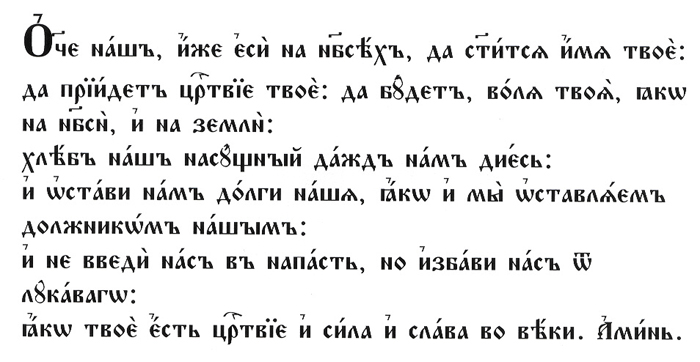
Padre nuestro escrito en antiguo eslavo eclesiástico.

Para ello tradujeron la Biblia al antiguo eslavo eclesiástico, en contra de las leyes de la Iglesia en aquella época. Aunque para ello ya en el año 862 tuvieron que codificar el dialecto sureslavo que dominaban e inventar un nuevo alfabeto, el glagolítico (no el cirílico como se piensa tradicionalmente), inspirado en las letras minúsculas del alfabeto griego y con varias vueltas sobre sí mismas. La motivación para crear un nuevo alfabeto fue sobre todo la dificultad para expresar ciertos sonidos propios de las lenguas eslavas con los alfabetos latino o griego. 

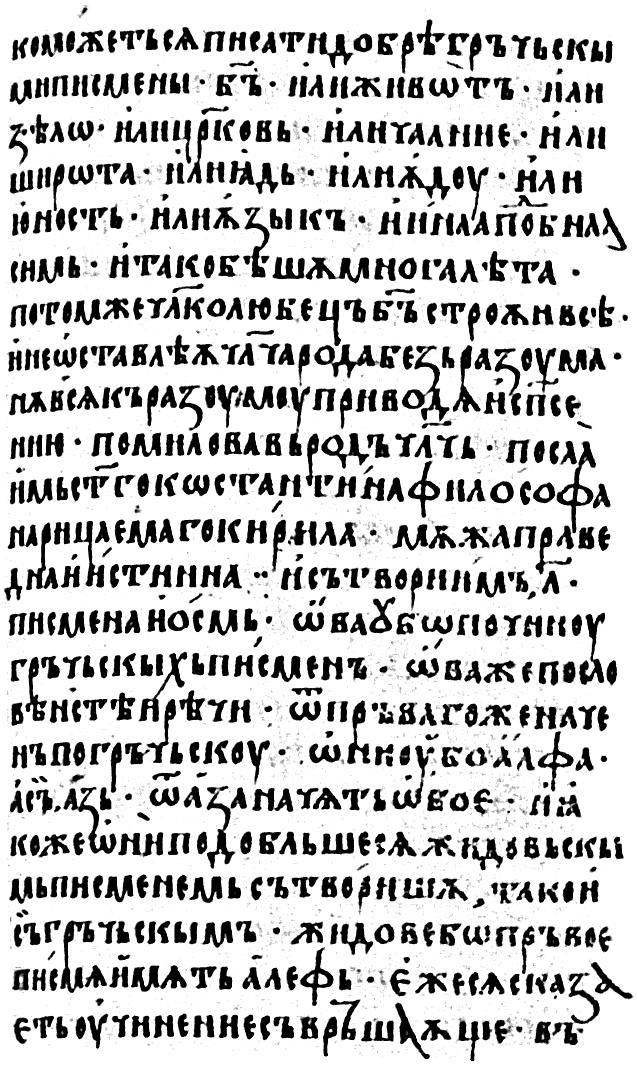
Una página de la copia de Acerca de las Epístolas (1348)

En seis meses tradujeron casi la totalidad de la Biblia, se habían trasladado al Reino de Gran Moravia, habían cristianizado a gran parte de la población, habiendo empezado desde los estratos más altos de la sociedad granmorava, como el rey, hasta los más bajos y rurales y habían creado la Academia de la Gran Moravia donde enseñaban a sus discípulos la lengua, el alfabeto y habían convertido por consiguiente al antiguo eslavo eclesiástico en la cuarta lengua de la Iglesia católica.
El primer libro conocido en antiguo eslavo eclesiástico es el Acerca de las Epístolas (circa año 893) del monje, erudito y escritor búlgaro Cernorizec Hrabar quien trabajó en la Escuela literaria de Preslav a finales del siglo IX y principios del X. Estaba escrito empleando el alfabeto glagolítico.
Las dos obras más antiguas concebidas en la Rus de Kiev, escritas en antiguo eslavo eclesiástico, son el Códice de Nóvgorod o Salterio de Nóvgorod, escrito sobre tablillas de madera cubiertas de cera que contienen los salmos 75 y 76 (alrededor del año 1010), y el Evangeliario de Ostromir (1056-1057), un libro manuscrito en pergamino. Ambas obras emplean el alfabeto cirílico.